# 让·埃切贝里
让·埃切贝里（法語：Jean Etcheberry，1901年8月27日—1982年2月5日），法国男子橄榄球运动员。他曾代表法国参加1924年夏季奥林匹克运动会橄榄球比赛，获得一枚银牌。